# Сташинський Богдан Миколайович
Богда́н Микола́йович Сташи́нський (шпигунські імена: «Тарас», «Гімназист», «Олег», Йозеф Леманн, Григорій Мороз, Бронислав Качур, Олександр Крилов, нар. 4 листопада 1931, Борщовичі, Сокольницький район, Львівська область, Польська Республіка) — радянський шпигун, агент КДБ, убивця лідерів українського націоналістичного руху Лева Ребета й Степана Бандери.
Народився та виріс у родині, пов'язаній з українським націоналістичним рухом. У 19 років був завербований МГБ СРСР та зарекомендував себе у боротьбі з українським підпіллям. Після навчання на заробітках за кордоном у 1954 році був вивезений до Берліна, звідки періодично їздив у Західну Німеччину. У Мюнхені він вистежив, а потім убив (вистрелив з пістолета отруйною речовиною) Ребета й Бандеру. У 1961 році він одружився з мешканкою НДР Інге Пауль проти бажання керівництва КДБ, яке відкликало його до Москви і незабаром дало зрозуміти, що його кар'єра іноземного агента закінчилася. У серпні 1961 року Богдан та Інге, отримавши дозвіл на відвідування похоронів свого новонародженого сина у Берліні, скористувались можливістю та втекли до Західного Берліна напередодні закриття кордону східнонімецькою владою.
Після скоєння вбивств був нагороджений орденом Бойового Червоного Прапора, але через певні особисті обставини втік на Захід, де розкаявся у своїх злочинах. Після гучного судового процесу у ФРН був засуджений на 8 років позбавлення волі за вбивства. Подальша доля невідома.

## Біографія

### Початок кар'єри
Богдан Сташинський народився в селянській родині неподалік від Львова, у селі Борщовичі. Сім'я Богдана, зокрема, три його сестри активно підтримували бандерівське підпілля. Його сестра Марія була заручена із командиром боївки Борщовичі-Пикуловичі Іваном Лабою, псевдо Кармелюк. Його дядька розстріляли НКВДисти.
Після закінчення школи у 1948 р. навчався у Львівському педінституті на російському відділенні філфаку. Політикою не цікавився і зосередився на навчанні в інституті, аж поки не був затриманий у 1950 р. залізничною міліцією, яка належила до міністерства державної безпеки, за безквитковий проїзд у поїзді від Львова до свого села (їздив провідати батьків). Тоді його як студента присоромили і відпустили.
Але пізніше до нього в дім завітав чоловік у цивільному. Сташинським зацікавився КДБ, і йому запропонували співпрацю — в разі відмови погрожували тюремним ув'язненням та висланням до Сибіру його родини. Співпрацю із секретною службою Сташинський розпочав зі зради власної родини — через сестру проникає до місцевого бандерівського підпілля (група Кармелюка) і повідомляє про це КДБ. Зрада з часом була розкрита — це призвело до розриву з сім'єю й остаточного рішення співпрацювати з радянськими органами держбезпеки. Наступні два роки Сташинський займається активною диверсійною роботою, під прізвиськом «Олег», «Тарас» або «Агент Т» проникає та видає декілька боївок УПА на Львівщині.

### Шпигунство в Німеччині
Успіхами молодого двадцятиоднорічного агента цікавиться керівництво КДБ, і його посилають на курси підвищення кваліфікації до Києва у 1953 р. З часом Сташинського вирішують використовувати в Федеративній Республіці Німеччина і починають готувати для нового завдання: він вчить німецьку мову і нові навички шпигунської діяльності. У 1954 р. під прізвищем Йозеф Лєман його засилають до Німецької Демократичної Республіки, де він вдосконалює німецьку мову і готується до нового завдання. З початку 1956 р. неодноразово приїздить до Мюнхена, де йому поставили завдання спочатку слідкувати, а потім вбити одного з лідерів ОУН Льва Ребета.
12 жовтня 1957 р., використовуючи спеціальний пістолет з синильною кислотою, він вбив Ребета і повернувся до НДР. Оскільки жертву вбили пари отрути, а інших доказів злочину не залишилося, смерть Льва Ребета кваліфікували як серцевий напад. Успішне виконання завдання підвищило його авторитет у секретній службі — йому оголошують подяку та нагороджують фотоапаратом. У цей час він також закохується у перукарку Інґе Поль і, з огляду на успішну діяльність, йому дозволяють продовжувати стосунки з нею.

### Вбивство Степана Бандери
Через декілька місяців Сташинському дають нове завдання — вбити провідника ОУН (б) Степана Бандеру, який відкрито мешкав у Мюнхені. Сташинського викликають до Москви, де розробляють план операції і дають зброю — пістолет з ампулами отрути. Під ім'ям Ганса Йоахіма Будайта він їде в січні 1959 р. до Мюнхена, де починає стежити за Бандерою. 14 жовтня 1959 р., вистеживши Бандеру у під'їзді власного будинку, о 12:50 Сташинський вистрілив йому в обличчя отрутою і хутко зник. Цього разу отрута не випарувалася достатньо швидко і був зафіксований факт вбивства через отруєння.
Після успішного виконання завдання Сташинського відправили до Москви, де нагородили орденом Бойового Червоного Прапора. Нагороду за вбивство вручав сам голова КДБ Олександр ШелепінСташинський натомість просив як винагороду дозволити одружитися з його німецькою коханкою Інге Поль. Після деякого вагання та розгляду справи у самих верхах КДБ він таки отримав дозвіл на шлюб, але вимогою поставили також переїзд жінки до СРСР та співпрацю з КДБ.
Співпраця Сташинського з КДБ та політичне вбивство ним Степана Бандери лягла в основу роману нідерландського письменника Рохіра ван Аарде «Замах».

### Втеча на Захід
Після переїзду до Москви Сташинський розповів жінці про співпрацю з КДБ, що виявилося для неї шоком, і вона рішуче відмовилася співпрацювати з органами. Тим часом життя подружжя у Москві не було ідеальним — хоча Інге і залишалася відданою чоловікові, їхнє життя ставало дедалі тяжчим через матеріальні нестатки, невлаштованість і особливо через надмірну увагу КДБ, постійне стеження та прослуховування. Коли Інге завагітніла, КДБ поставило умову зробити аборт, на що вона рішуче відмовилася і почала разом з чоловіком розробляти план утечі на Захід.
У січні 1961 р. Інге Поль повернулася до батьків, де у неї 31 березня народився хлопчик Петро. Сташинському КДБ заборонило відвідувати жінку, і він залишався у Москві, коли несподівано у серпні дитина померла. На його прохання КДБ дозволило йому з'їздити на похорони сина. Саме тут перед самим похороном, увечері 12 серпня 1961 року, за три години до початку будівництва Берлінського муру, разом з дружиною він утік до Західного Берліна і здався місцевій поліції. У поліції і пізніше американським розвідникам він зізнався у вбивстві Ребета та Бандери.
Сташинського віддали під суд за вбивство. 16 жовтня 1962 року Федеральний суд Карлсруе засудив Сташинського лише до 8 років тюрми, оскільки винним у злочині вважався СРСР, а Сташинський — лише виконавцем злочинних наказів. Присутній на суді Ярослав Стецько у своїх свідченнях звинуватив у цих вбивствах особисто Микиту Хрущова і закликав передати справу до міжнародного трибуналу (див. Стислий опис матеріалів 6-го тому справи оперативної розробки агента КДБ Сташинського Б. М.).
Уже після 4 років ув'язнення завдяки співпраці з американськими спецслужбами його звільнили.
У 1966 році Сташинського було достроково звільнено з в'язниці та передано ЦРУ.
За офіційними даними, у 1984 році він переїхав до Південної Африки, хоча ця версія викликає сумніви у багатьох. Подальша доля Сташинського та його дружини невідома, припускають, що він міг оселитися у США чи будь-якій іншій західній країні.